# Лі Гао (Західна Лян)
Лі Ґао, або Лі Хао (кит.: 李暠; піньїнь: Lǐ Gǎo, Lǐ Hào; 351-417) — перший правитель Західної Лян періоду Шістнадцяти держав.

## Життєпис
Первинно перебував на службі в Північній Лян, утім 400 року він вийшов з-під влади Дуань Є та створив власну державу. Вона проіснувала лише 21 рік, але нащадки Лі Ґао мали дворянські титули й володіння в Північній Вей, Західній Вей, Північній Чжоу та Суй. Один з його нащадків, Лі Юань, навіть заснував власну державу 618 року.